# ハードランディング

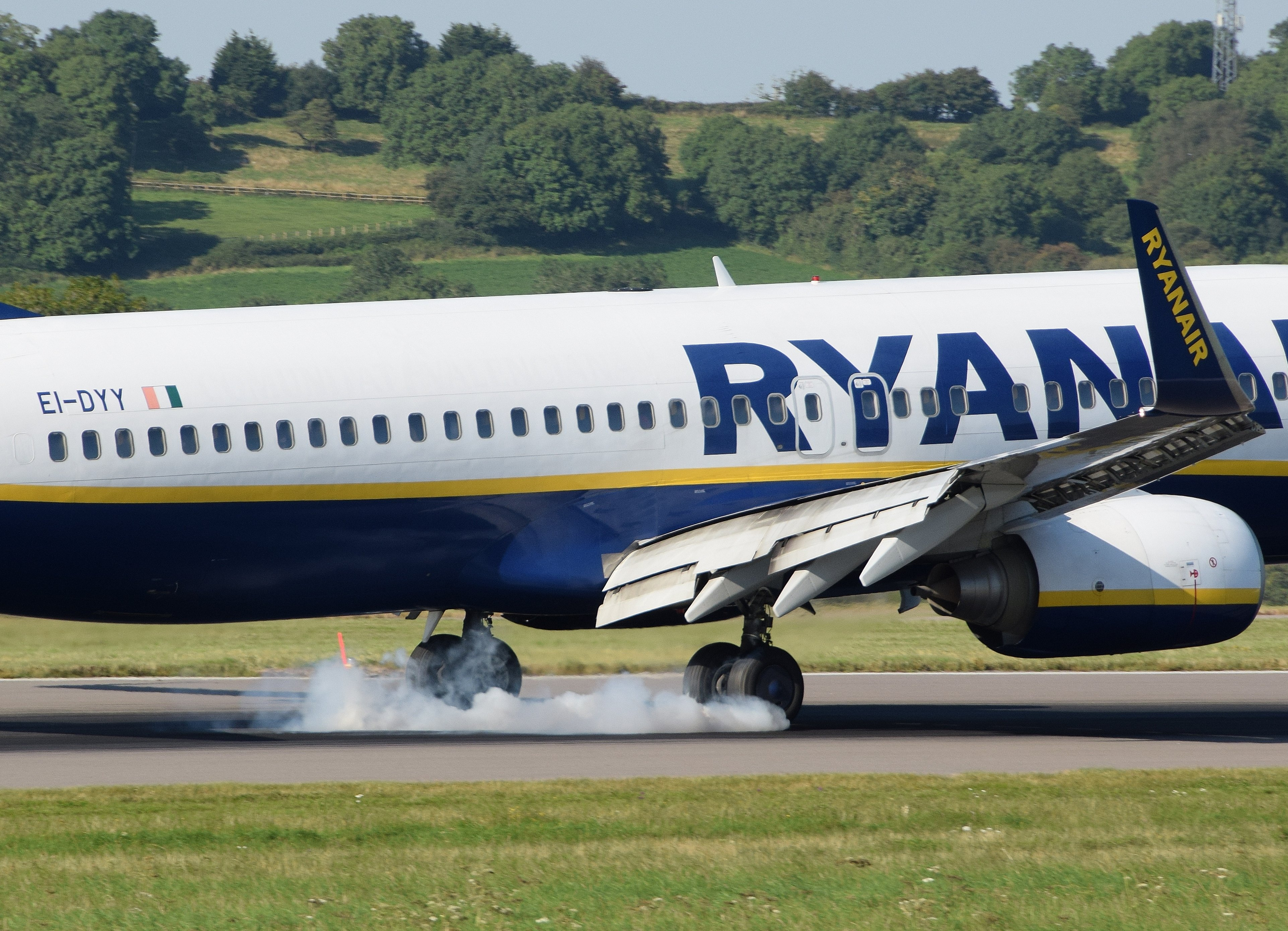
ハードランディングするライアンエアーのボーイング737-800（ブリストル空港）

ハードランディング（硬着陸）とは、航空機などが急降下して地面に叩き付けられる形で着陸すること、宇宙開発においては月や火星などの衛星・惑星に探査機や着陸船を衝突させることをいう。反対語はソフトランディング（軟着陸）。
上記の意味から、景気動向の急激な変動の意味にも用いられる。景気循環も参照。

## 概要

### 飛行機の着陸
航空機が衝撃を伴いながら強行着陸する様子を指す言葉。航空機の損傷（特にランディングギアの破損など）、乗客へのダメージ、最悪、着陸失敗・墜落事故（ショックでランディングギアが破損して胴体着陸状態になった場合や、エンジンや翼などが地面に接触した場合など）などの原因になりうるため、接地直前に機首の引き起こし操作（フレア）を行うのが理想とされ、パイロットの訓練でも多くの時間が割かれている。
フレアー操作により機首上げ姿勢となるため、尾輪式では3つの車輪が同時に地面に接し、前輪式では2本の主輪が先に接地する。
なお、前輪式は前輪脚が１本であることが多いうえに強度が低いため、３つの車輪が同時に接地するよう着陸すると降下速度が速すぎて故障の原因となる。
「着陸時には強く接地するのが正解」という都市伝説が生まれたのは、旅客機のパイロットがハードランディングの言い訳として客室乗務員に話した内容が一般にも広まったことが原因とされる。
滑走路に積雪・凍結がある時や追い風など、滑走距離が相対的に短くなる場合には、機体に影響が無い程度にハードランディングするのが良いとされる。

### 経済上のハードランディング
景気の急激な減速のことをいう。上記航空機の強行着陸から転用されており、経済や市場を急速に悪化させるような大胆な政策の影響を指す。

## 原因
- 着陸直前に、ウインドシア現象によって急激に揚力が失われ失速が起きかねない時
- 着陸時の悪天候や横風などにより、水平飛行の状態が失われた時
- 操縦ミス（ヒューマンエラー）

などが考えられる。